# Jean Krug
 (juin 2025).
Motif : Où sont les sources secondaires d'envergure nationale et indépendante de Jean Krug qui lui seraient consacrées ?
- Archive Wikiwix
- Bing
- Cairn
- DuckDuckGo
- E. Universalis
- Gallica
- Google
- G. Books
- G. News
- G. Scholar
- Persée
- Qwant
- (zh) Baidu
- (ru) Yandex
- (wd) trouver des œuvres sur Wikidata

| 1. | Préciser le motif de la pose du bandeau. | Précisez le motif de la pose du bandeau en utilisant la syntaxe suivante : {{admissibilité à vérifier\|date=juillet 2025\|motif=remplacez ce texte par le motif}}              |
| 2. | Informer les utilisateurs concernés.     | Pensez à avertir le créateur de l'article, par exemple, en insérant le code ci-dessous sur sa page de discussion : {{subst:avertissement admissibilité à vérifier\|Jean Krug}} |

Jean Krug (né le 9 décembre 1986) est un écrivain, conférencier et glaciologue français.

## Biographie
Jean Krug naît le 9 décembre 1986. Il mène ses études à l’École nationale supérieure des ingénieurs en arts chimiques et technologiques à Toulouse, où il obtient en 2009 le diplôme d'ingénieur en génie des procédés et informatique.
Il effectue en 2010 un Master 2 à l’Observatoire des sciences de l'Univers de Grenoble, avant de poursuivre en 2011 une thèse de doctorat à l’Institut des géosciences de l'environnement (ex-LGGE). Son travail porte sur les interactions entre les glaciers polaires et l’océan et sur les mécanismes de fonte et de vêlage d’icebergs au front des glaciers émissaires,,. Il obtient le titre de docteur en glaciologie en décembre 2014.
Après une courte expérience d’ingénieur de recherche en modélisation du transport routier à l'Institut français des sciences et technologies des transports, de l'aménagement et des réseaux, dans le cadre du projet européen ERC MAGnUM,, il se reconvertit et commence une carrière de romancier. 
Ses romans et nouvelles, dans le genre de l’imaginaire ou de la littérature générale, parlent de glace, de climat, des pôles, et abordent des questions d’équité, de justice sociale et de respect de la nature. Ses écrits sont publiés aux éditions Critic et Argyll, et repris en poche chez Pocket Science-fiction, sous le label des étoiles montantes de l’imaginaire. Son premier roman, Le chant des glaces (2021), est finaliste du Prix européen Utopiales des pays de la Loire en 2021. Son deuxième roman, Cité d'Ivoire (2023), est finaliste du prix de La 25e Heure du Livre. 
Il est invité dans plusieurs festivals tels qu'Étonnants Voyageurs, Les Utopiales ou encore les Intergalactiques. Il est également invité d'honneur du festival Grésimaginaire en 2024 et parrain du festival Natur'Enjeux organisé par France Nature Environnement Savoie en 2025.
En parallèle de son activité d’artiste-auteur, il est, depuis 2017, guide en milieu polaire et accompagne des groupes de voyageurs en Antarctique et au Groenland. Il dispense à bord et à terre des conférences sur la glaciologie et le climat, en marge de ses activités de vulgarisation scientifique. 
Il intervient dans le journal Rue89 Lyon en décembre 2021, en présentant la vulnérabilité des glaciers alpins face au changement climatique. Il échange également au sujet de la dérive de l'iceberg A23a, en février 2025, dans le journal 20 Minutes, en expliquant qu'il est probable que ce dernier se fragmente bien avant de menacer l'île de Géorgie du Sud.  

## Œuvres

### Romans
- 2021 : Le chant des glaces, éditions Critic. Réédition en 2023, Pocket Science-fiction
- 2023 : Cité d'Ivoire, éditions Critic. Réédition en 2024, Pocket Science-fiction
- 2024 : La couleur du froid, éditions Critic. Réédition en 2025, Pocket Science-fiction
- 2025 : Là où naissent les glaces, Argyll

### Nouvelles
- 2021 : « Manière grise », Le Novelliste #04, Flatland Editeur
- 2022 : « Le mouvement des comètes », Guerres stellaires, anthologie autour de P.-J. Hérault, éditions Critic
- 2025 : « Implusion élémentaire », Filii Futuri, Flatland Editeur

### Sources primaires
1. ↑  Jean Krug, « Intéractions calottes polaires/océan : modélisation des processus de vêlage au front des glaciers émissaires », theses.hal.science, Université de Grenoble,‎ 4 décembre 2014 (lire en ligne, consulté le 23 juin 2025).
2. ↑  (en) J. Krug, G. Durand, O. Gagliardini et J. Weiss, « Modelling the impact of submarine frontal melting and ice mélange on glacier dynamics », The Cryosphere, vol. 9, no 3,‎ 12 mai 2015, p. 989–1003 (ISSN 1994-0416, DOI 10.5194/tc-9-989-2015, lire en ligne, consulté le 23 juin 2025).
3. ↑  (en) J. Krug, J. Weiss, O. Gagliardini et G. Durand, « Combining damage and fracture mechanics to model calving », The Cryosphere, vol. 8, no 6,‎ 20 novembre 2014, p. 2101–2117 (ISSN 1994-0416, DOI 10.5194/tc-8-2101-2014, lire en ligne, consulté le 23 juin 2025).
4. ↑  « The Team », sur ERC MAGNUM (consulté le 23 juin 2025).
5. ↑  Jean Krug, Arthur Burianne, Cécile Bécarie et Ludovic Leclercq, « Refining trip starting and ending locations when estimating travel-demand at large urban scale », Journal of Transport Geography, vol. 93,‎ 1er mai 2021, p. 103041 (ISSN 0966-6923, DOI 10.1016/j.jtrangeo.2021.103041, lire en ligne, consulté le 23 juin 2025).
6. ↑  Addictic, « [Interview ] Le Chant des Glaces - Les secrets d'écriture de Jean Krug », sur ActuSF - Site sur l'actualité de l'imaginaire (consulté le 24 juin 2025).
7. ↑  Safya Defer, « Sélection du Prix Utopiales 2021 et du Prix Utopiales Jeunesse 2021 », sur Les Utopiales, 19 juillet 2021 (consulté le 23 juin 2025).
8. ↑  « KRUG Jean », sur Étonnants Voyageurs (consulté le 23 juin 2025).
9. ↑  Addictic, « [Interview ] Utopiales 2024 - Géoingénierie : le péril du déséquilibre », sur ActuSF - Site sur l'actualité de l'imaginaire (consulté le 24 juin 2025).
10. ↑  BFM TV, « [Rencontre] Un monde bleu » , 21 décembre 2024 (consulté le 23 juin 2025).
11. ↑  Tribune, « Peut-on sauver les Alpes du changement climatique ? », sur Rue89 Lyon, 9 novembre 2021 (consulté le 23 juin 2025).
12. ↑  « [Interview] Que peut-on faire contre l’iceberg XXXL qui menace l’île de Géorgie du Sud ? », sur 20 Minutes, 24 janvier 2025 (consulté le 23 juin 2025).